# Satoshi Shimizu
Satoshi Shimizu (n. 13 martie 1986, Souja, Prefectura Okayama, Japonia) este un boxer ce a reprezentat Japonia, medaliat olimpic. A participat la 2 ediții ale Jocurilor Olimpice (2008, 2012) în care a câștigat o medalie de bronz.